# Winston Shepard
Winston Shepard (Houston, 22 settembre 1993) è un cestista statunitense.

## Palmarès
- Campionato ungherese: 1

Albacomp: 2016-17
- Coppa d'Ungheria: 1

Albacomp: 2017